# Sallói István (labdarúgó, 1945)
Sallói István (Balassagyarmat, 1945. július 16. –) labdarúgó, középpályás. Fia ifjabb Sallói István válogatott labdarúgó, sportvezető,  unokája Sallói Dániel labdarúgó.

## Pályafutása
1973 és 1977 között a Tatabányai Bányász labdarúgója volt. Az élvonalban 1973. augusztus 26-án mutatkozott be a Rába ETO ellen, ahol csapata 2–1-es vereséget szenvedett. Az élvonalban 81 mérkőzésen szerepelt és nyolc gólt szerzett.

## Sikerei, díjai
- Közép-európai kupa
  - győztes: 1973–74